# Ceraeochrysa gradata
Ceraeochrysa gradata is een insect uit de familie van de gaasvliegen (Chrysopidae), die tot de orde netvleugeligen (Neuroptera) behoort. 
Ceraeochrysa gradata is voor het eerst wetenschappelijk beschreven door Navás in 1913.